# Zoila Barros
Zoila Barros Fernández (Havana, 6 de agosto de 1976) é uma jogadora de voleibol de Cuba, que representou o seu país natal em três edições consecutivas de Jogos Olímpicos, começando em 2000. Ela ganhou a medalha de ouro com a Seleção Cubana em 2000, seguido de um bronze nas Olimpíadas de 2004 em Atenas, Grécia.